# كامبل برادي
كامبل برادي (بالإنجليزية: Campbell Brady)‏ هو لاعب كرة قدم أسترالية أسترالي، ولد في 5 أكتوبر 1891 في East Melbourne ‏ في أستراليا، وتوفي في 27 يونيو 1947 في رندويك ‏ في أستراليا.

## وصلات خارجية
- كامبل برادي على موقع AustralianFootball.com (الإنجليزية)
- كامبل برادي على موقع AFLtables.com (الإنجليزية)